# Роквілл (Міссурі)
Роквілл (англ. Rockville) — місто (англ. city) в США, в окрузі Бейтс штату Міссурі. Населення — 135 осіб (2020).

## Географія
Роквілл розташований за координатами 38°4′20″ пн. ш. 94°4′49″ зх. д. / 38.07222° пн. ш. 94.08028° зх. д. (38.072216, -94.080321).  За даними Бюро перепису населення США в 2010 році місто мало площу 0,85 км², з яких 0,85 км² — суходіл та 0,00 км² — водойми.

## Демографія
Згідно з переписом 2010 року, у місті мешкало 166 осіб у 72 домогосподарствах у складі 38 родин. Густота населення становила 194 особи/км².  Було 103 помешкання (121/км²).
Расовий склад населення:
| - 95,8 % — білих - 0,6 % — чорних або афроамериканців - 0,6 % — азіатів |

До двох чи більше рас належало 3,0 %. Частка іспаномовних становила 2,4 % від усіх жителів.
За віковим діапазоном населення розподілялося таким чином: 23,5 % — особи молодші 18 років, 60,2 % — особи у віці 18—64 років, 16,3 % — особи у віці 65 років та старші. Медіана віку мешканця становила 45,0 року. На 100 осіб жіночої статі у місті припадало 95,3 чоловіків;  на 100 жінок у віці від 18 років та старших — 98,4 чоловіків також старших 18 років.
Середній дохід на одне домашнє господарство  становив 32 208 доларів США (медіана — 28 125), а середній дохід на одну сім'ю — 29 930 доларів (медіана — 28 125). За межею бідності перебувало 30,9 % осіб, у тому числі 44,4 % дітей у віці до 18 років та 12,0 % осіб у віці 65 років та старших.
Цивільне працевлаштоване населення становило 38 осіб. Основні галузі зайнятості: освіта, охорона здоров'я та соціальна допомога — 36,8 %, сільське господарство, лісництво, риболовля — 23,7 %, роздрібна торгівля — 13,2 %, науковці, спеціалісти, менеджери — 7,9 %.